# Acadêmicos de São Francisco
O Grêmio Recreativo Escola de Samba Acadêmicos de São Francisco é uma escola de samba da cidade de São Sebastião, litoral norte de São Paulo.

## Lema da Escola
| “ | Mas em belezas e delicias um palpite eu arrisco... Aí vem a Acadêmicos da Praia de São Francisco | ” |

## História
A escola foi fundada em 9 de abril de 1991, após uma dissidência da antiga escola de samba Quem fala de nós não sabe o que diz, que tinha em suas cores o verde e o branco. A Acadêmicos de São Francisco em seu primeiro ano de existência, no carnaval 1992, sagrou-se campeã do grupo de acesso do carnaval sebastianense.
Já desfilando no Grupo Especial, a escola obteve três títulos consecutivos: 1994, 1995 e 1996. Após passar por dois anos sem desfilar, em 1997 por não haver desfile em São Sebastião e no carnaval do ano seguinte, em 1998, por problemas administrativos. A escola de samba do bairro de São Francisco voltou a desfilar em 1999 participando apenas de um carnaval de competição entre mestre sala e porta bandeira e um concurso de bateria onde sagrou-se campeã.
No ano 2000, o carnaval em São Sebastião dava sinal de volta das escolas de samba à avenida, mas foi apenas um carnaval de desfile participação. Em 2001, a Acadêmicos de São Francisco foi para avenida com o enredo "Acorda Brasil", dessa vez para o desfile principal, onde conquistou o 2º lugar, assim consequentemente, em 2002 e 2003. Após oito anos do tricampeonato, a Acadêmicos de São Francisco conquistou o tetracampeonato em 2004 com o enredo "As Belas Artes do Mundo".
Com a mudança da diretoria, a escola de samba não conseguiu manter um nível de atual campeã do carnaval, e ficaria apenas com o 2º lugar em 2005 com o enredo "Amazônia". Em 2006, a escola trouxe o enredo "Água, o combustível da vida", ficando apenas em terceiro lugar e rebaixada ao grupo de acesso para o ano seguinte. 
Com o fracasso do carnaval anterior, uma nova diretoria assumiu a Acadêmicos de São Francisco sob o comando do presidente Luiz Fernando Fortunato, mais conhecido como "Peixe", que ficou na presidência da agremiação até o ano de 2014 e recolando a escola no caminho da vitória.
Em 2007, desfilando no grupo de acesso, a Acadêmicos de São Francisco foi para avenida em busca de retornar ao grupo especial, sendo campeã e retornando à elite. Em 2008, a escola apostou em jogos e na sorte, ficando em segundo lugar, com pouca diferença da campeã: 0,03 décimos apenas. 
Após fazer um belo desfile em 2008, a Acadêmicos foi pra avenida em 2009 com a expectativa de voltar a vencer o carnaval sebastianense, e com um enredo sobre bruxaria e mistério, a agremiação do bairro levou muita alegria para à avenida e sagrou-se campeã do grupo especial. Em 2010, com um desfile perfeito e emocionante, a agremiação contagiou a Avenida da Praia tendo o público lá presente ficado em pé e cantando o samba-enredo daquele ano do começo ao fim. Na apuração, a Acadêmicos confirmou o favoritismo e sagrou-se campeã com 297,9 pontos e assim conquistando mais uma vez o título de campeã do carnaval sebastianense.  
Em 2011, num desfile "técnico" a escola de samba do bairro de São Francisco conquistou seu heptacampeonato com uma pequena diferença 0,03 décimos da 2ª colocada.
Em 2012, com o enredo "O Tempo passa",  conquistou o vice-campeonato em uma diferença de 0,5 décimos da campeã, com um desfile marcante para a agremiação. No ano de 2013 com o enredo "Adrenalina e emoção" conquistou o 3º lugar no carnaval sebastianense.
Em 2014, desfilando debaixo de muita chuva do começo ao fim, fez um desfile considerado emocionante[carece de fontes?], obtendo o 3º lugar. 
Em 2015 novamente debaixo de muita chuva, a agremiação obteve o vice campeonato. 
No carnaval de 2016, a escola passaria novamente por outra mudança administrativa e tendo como presidente a partir de então Elza Siqueira, e em seu primeiro ano a frente da presidência da agremiação e com o enredo "Ao mestre com carinho" conquistou o vice-campeonato.  
Para o carnaval de 2017, a agremiação trouxe o carnavalesco Celso Navarro e foi para a avenida apostando no enredo: "Acadêmicos no caminho da luz... A paz universal!" conquistando mais uma vez o segundo lugar com uma diferença de apenas 0,02 décimos da campeã Ki-fogo.  
Em 2018, a escola veio com sede de vitória, após três vices campeonatos consecutivos, falando sobre os encantos, lendas e mistérios de São Sebastião, ocasião em que Acadêmicos mais uma vez bateu na trave e ficou com o segundo lugar após a leitura das notas dos julgadores. Contudo, durante a apuração realizada no Anfiteatro, situado na Rua da Praia, a qual contava com a presença de componentes e torcedores das agremiações, houve um grande tumulto ao final da leitura das notas, uma vez que a escola que se sagrou campeã, após a abertura dos envelopes, teria deixado um buraco enorme na avenida após a quebra de um carro alegórico no dia do desfile e não foi penalizada causando revolta nos componentes das demais escolas o que acabou gerando tumulto e confusão.  
Após 11 dias do anuncio da campeã, houve uma plenária da ASEC (Associação Sebastianense das Entidades Carnavalescas) com a participação dos presidentes das agremiações, oportunidade em que a Acadêmicos de São Francisco e a Mocidade Independente da Topolândia foram penalizadas com 5 pontos por conta do tumulto no dia da apuração, enquanto a escola Ki-Fogo também foi penalizada e perdeu cinco pontos por não ter desfilado na apoteose como campeã do carnaval, além disso, as três escolas perderam 10% da verba destina para o carnaval do ano seguinte. Após a reviravolta, o G.R.C.E.S. X-9 do Litoral Norte foi declarada campeã do carnaval e a Acadêmicos de São Francisco perdeu a segunda colocação e amargou um terceiro lugar.  
No carnaval de 2019, o carnavalesco Celso Navarro deixou a escola após dois carnavais e com a ambição de quebrar o jejum e levantar o troféu de campeã do carnaval novamente, a Acadêmicos apostou no sonho do folião em alcançar seus objetivos e trouxe o enredo "Quem não sonha... Samba!". Com um enredo de fácil compreensão, samba-enredo alegre que contagiou as arquibancadas, a agremiação do Bairro de São Francisco saiu da fila após sete anos de jejum e sagrou-se campeã do carnaval com 179,6 pontos com uma larga diferença pra segunda colocada de 0,9 décimos, trazendo assim o título de campeã do carnaval de São Sebastião pela oitava vez para o bairro de São Francisco causando euforia e muita comemoração entre os morados do bairro após o octacampeonato. 
Para 2020, a vermelho e branco apresentou o enredo: "Na Matemática da vida, a Acadêmicos multiplica alegria", destacando-se naquele ano o carro abre-alas luxuoso com águia, seu símbolo maior, no alto da alegoria e repleto de jogos de luzes. Apesar do bom desfile, a escola do bairro de São Francisco não conseguiu sagrar-se campeã e ficou em 2º lugar. 
Em virtude da pandemia da covid-19, não aconteceu o carnaval nos anos de 2021 e 2022, enquanto em 2023 não houve desfiles das escolas de samba. 
Com o retorno das agremiações à passarela do samba em 2024, a Acadêmicos de São Francisco retornou à avenida, mas novamente ficou em 2º lugar. 

## Segmentos

### Presidentes
- José Miguel Galhardo - (1991/1992)
- Júlio César de Souza - (1993/1994)
- Celso Luiz dos Santos - (1995/1996)
- Mateus Inácio Fortunato - (1998/2002)
- Carlos Alberto Ferreira - (2003)
- Celso Luiz dos Santos- (2004)
- Rafael Giudice do Nascimento - (2005/2006)
- Luiz Fernando Fortunato - (2007 a 2014)
- Oyama Yagu - (2015)
- Elza Siqueira - (2016 a 2019)
- Luiz Fernando Fortunato - (2020)
- Charles Henrique Gonçales - (2021/2022)
- Marcus Vinicius "Parafina" - (2022 - )

### Mestres de bateria
- Marcus Parafina

### CASAL MS/PB
- 2010 - Alex e Lys Grooters
- 2011 - João Carlos e Lais Moreira
- 2012 - Róbinson Silva e Thais Paraguassú
- 2013 - Róbinson Silva e Thais Paraguassú[ligação inativa]
- 2014 - Róbinson Silva e Thais Paraguassú
- 2015 - Suellen Farias e Diego Henrique dos Santos
- 2016 - J.J,Jr e Sandy Barboza
- 2017 - J.J,Jr e Sandy Barboza
- 2018 -
- 2019 - J.J,Jr e Sandy Barboza

## Carnavais
| Ano                                                                                                  | Colocação     | Grupo                          | Enredo | Carnavalesco                   | Intérprete                | Ref |
| --- | ------------- | ------------------------------ | --- | ------------------------------ | ------------------------- | --- |
| 1992                                                                                                 | Campeão       | Acesso                         | Este país é um circoCompositores:Annie de Aguiar Cardinalli e Júlio César de Souza                                  | Comissão de Carnaval           | CHOCOLATE/JÚLIO SOUZA     |     |
| 1993                                                                                                 | 3°lugar       | Especial                       | Era uma vez...Compositor:Júlio César de Souza                                                                       | Tita                           | JÚLIO SOUZA               |     |
| 1994                                                                                                 | Campeão       | Especial                       | As civilizações: passado, presente e o futuro o que será?Compositores:Josué Luiz Fortunato                          | Newton Oliveira                | JÚLIO SOUZA               |     |
| 1995                                                                                                 | Campeão       | Especial                       | Sonhar não custa nadaCompositores:Annie de Aguiar Cardinalli / Júlio César de Souza / Marcus Parafina               | Newton Oliveira                | JÚLIO SOUZA               |     |
| 1996                                                                                                 | Campeão       | Especial                       | LuzesCompositores:Magrão do Cavaco                                                                                  | Newton Oliveira                | MAGRÃO DO CAVACO          |     |
| Não desfilou em 1997 e 1998                                                                          |               |                                | |                                |                           |     |
| 1999                                                                                                 | Campeão       | Especial - Concurso de bateria | As civilizações: Passado, Presente e o Futuro o que será?Compositor:Josué Luiz Fortunato (reedição de 1994)         |                                |                           |     |
| 2000                                                                                                 | Não competiu  |                                | |                                |                           |     |
| 2001                                                                                                 | Vice-Campeão  | Especial                       | Acorda BrasilCompositores:Josué Luiz Fortunato, Peixe e Tiago Correa                                                | Newton Oliveira                | MAMÁ                      |     |
| 2002                                                                                                 | Vice-Campeão  | Especial                       | É desse clima que eu gostoCompositores:Tiago Correa e Peixe                                                         | Newton Oliveira                | MAMÁ                      |     |
| 2003                                                                                                 | Vice-Campeão  | Especial                       | Um voo de pensamentoCompositores: Tiago Correa e Peixe                                                              | Newton Oliveira                | JÚLIO/MARQUINHO SOUZA     |     |
| 2004                                                                                                 | Campeão       | Especial                       | "As belas artes do mundo"Compositores:Alemão                                                                        | Isaias Ribeiro                 |                           |     |
| 2005                                                                                                 | Vice-Campeão  | Especial                       | AmazôniaCompositores:Peixe, Tiago Correa e Alemão                                                                   | Walter Junior                  | WANDER/MAMÁ               |     |
| 2006                                                                                                 | 3°lugar       | Especial                       | Água, o combustível da vidaCompositores:Alemão e Rafael                                                             | Silvana e Bia                  |                           |     |
| 2007                                                                                                 | Campeão       | Acesso                         | Sou pescador. Aventureiro do marCompositores:Tiago Correa e Peixe                                                   | Walter Júnior                  |                           |     |
| 2008                                                                                                 | Vice-Campeão  | Especial                       | "A sorte está lançada, faça a sua apostaCompositores: Tiago Correa e Peixe                                          | Isaias Ribeiro                 |                           |     |
| 2009                                                                                                 | Campeão       | Especial                       | Cada dia é uma que aparece... À noite ela se diverte. Assombração!"Compositor:Peixe                                 | Walter Júnior                  | JÚLIO/JOSUÉ/LUIZ CLAUDIO  |     |
| 2010                                                                                                 | Campeão       | Especial                       | São tantas as emoções Compositor:Peixe                                                                              | Comissão de Carnaval           |                           |     |
| 2011                                                                                                 | Campeão       | Especial                       | O que você vai ser quando crescer?Compositores:Peixe e Tiago Correa                                                 | Comissão de Carnaval           | JULIO/LUIZ CLAUDIO/JOSUÉ  |     |
| 2012                                                                                                 | Vice-Campeão  | Especial                       | O tempo passa...Compositores:Peixe e Tiago Correa                                                                   | SILVANA                        | JÚLIO/LUIZ CLAUDIO/ JOSUÉ |     |
| 2013                                                                                                 | 3°lugar       | Especial                       | Adrenalina e emoção!Compositores:Peixe, Tiago Correa, Marcus Airlo e Júlio C. Souza                                 | Comissão de Carnaval           |                           |     |
| 2014                                                                                                 | 3°lugar       | Especial                       | Máscaras, a outra face da vida?Compositores:Peixe e Tiago Correa                                                    | Comissão de Carnaval           | JÚLIO/LUIZ CLAUDIO        |     |
| 2015                                                                                                 | Vice-Campeão  | Especial                       | "O que faz você feliz é você quem faz"Compositores:Peixe e Tiago Correa                                             | Jayder Santos e Renato Coimbra |                           |     |
| 2016                                                                                                 | Vice-Campeão  | Especial                       | "Ao Mestre com Carinho"Compositores:Alemão                                                                          | Comissão de Carnaval           | MAMÁ                      |     |
| 2017                                                                                                 | Vice-Campeão  | Especial                       | Acadêmicos no Caminho da Luz... a Paz UniversalCompositores:Peixe e Flavinho Bento                                  | Celso Navarro                  | MAMÁ/LUIZ CLAUDIO         |     |
| 2018                                                                                                 | 3°lugar       | Especial                       | Acadêmicos... Histórias e lendas, do encanto ao mistério. São SebastiãoCompositores:Peixe e Flavinho Bento          | Celso Navarro                  | MAMÁ                      |     |
| 2019                                                                                                 | Campeã        | Especial                       | Quem não sonha... samba! Compositores: Beba Plenitude, Júnior ABC, Da Mata e RC Estevam                             |                                | MAMÁ                      |     |
| 2020                                                                                                 | Vice- Campeão | Especial                       | Na Matemática da vida a Acadêmicos multiplica alegria Compositores: Beba Plenitudy, Júnior ABC, RC Estevan, Da Mata |                                | MAMÁ                      |     |
| Não houve desfile em São Sebastião nos anos de 2021, 2022 e 2023 em virtude da pandemia de covid-19. |               |                                | |                                |                           |     |
| 2024                                                                                                 | Vice-campeã   | Especial                       | A magia da sorte |                                |                           |     |

### Títulos
Grupo de Acesso:
- 1992 - Este País é um Circo
- 2007 - Sou Pescador o Aventureiro do Mar

Grupo Especial:
- 1994 - As Civilizações: Passado, Presente e o Futuro O que Será?
- 1995 - Sonhar Não Custa Nada
- 1996 - Luzes
- 2004 - As Belas Artes do Mundo
- 2009 - Cada Dia é uma que aparece… à Noite ela se diverte… Assombração!
- 2010 - São tantas as Emoções
- 2011 - O que você vai ser quando crescer?
- 2019 - Quem não sonha... samba!

### Premiações
- Troféu ASEC melhor do Carnaval:
- Estandarte de Ouro (comissão de Frente): 2001, 2004, 2010,2013, 2019
- Estandarte de Ouro (Mestre Sala e Porta Bandeira): 2005, 2010, 2011, 2012, 2013, 2014, 2017, 2019
- Estandarte de Ouro (Enredo): 2005, 2009, 2010, 2012,  2015, 2017, 2019
- Estandarte de Ouro (Samba-Enredo): 2004, 2005, 2008, 2009, 2010, 2011, 2012,2015, 2019
- Estandarte de Ouro (Conjunto): 2003, 2004, 2010, 2012, 2017
- Estandarte de Ouro (Fantasia): 2001, 2009, 2010, 2011, 2012, 2015, 2017, 2018
- Estandarte de Ouro (Bateria): 2001, 2006, 2010, 2011, 2015, 2016, 2017, 2018
- Estandarte de Ouro (Harmonia): 2004, 2008, 2012, 2017, 2018,2019
- Estandarte de Ouro (Evolução): 2001, 2008, 2012, 2018
- Estandarte de Ouro (Alegoria): 2004

obs.: Troféu ASEC "Estandarte de Ouro" melhor do carnaval, é a premiação pelas notas 10 obtidas nos quesitos.